# أنيكا نيويل
أنيكا نيويل (من مواليد 5 أغسطس 1993 في دنتون، تكساس) لاعبة كندية متخصصة في قفز بالزانة.

## روابط خارجية
- أنيكا نيويل على موقع الاتحاد الدولي لألعاب القوى (الإنجليزية)
- أنيكا نيويل على موقع الاتحاد الكندي لألعاب القوى (الإنجليزية)
- أنيكا نيويل على موقع TFRRS.org (الإنجليزية)
- أنيكا نيويل على موقع اللجنة الأولمبية الدولية (الإنجليزية)
- أنيكا نيويل على موقع أوليمبيديا (الإنجليزية)
- أنيكا نيويل على موقع اللجنة الأولمبية الكندية (الإنجليزية)